# مولد الگوی مرکزی
مولد الگوی مرکزی (به انگلیسی: Central pattern generator(CPG)) مدار عصبی زیستی خودسازماندهی است که با عدم وجود ورودی تناوبی، خروجی متناوب تولید می‌کند.
مولدهای مرکزی الگو مدارهای عصبی هستند که عمدتاً در ناحیه انتهایی مغز تا نخاع مهره داران قرارگرفته اند و قادر هستند الگوهای هماهنگ و تناوبی را جهت حرکات گوناگون آنهاتولید کنند ورودی این شبکه‌های عصبی اطلاعات حسگری بسیار ساده و خروجی آنهاه الگوهایی پیچیده منظم و هماهنگ برای حرکات هستند.

## در پزشکی
CPG در بی‌مهرگان یافت شده است، و عملاً همه گونه‌های مهره‌داران مورد بررسی قرار گرفته‌اند، از جمله انسان. برای انسانها گفته می‌شود حتی درصورتی که در سطح نخاع باشد، توسط مراکز سطح بالاتر کنترل می‌شود.
غالباً (ولی نه تماما) محل این مولدها در طناب نخاعی است؛ اما برعکس عکس العمل‌های نخاعی، مغز تأثیر مهمی درآنها می‌تواند بگذارد.

## الگو
منظور از الگو، فعالیتی عصبی است که رفتارهای حرکتی تناوبی و تکراری مانند راه رفتن، شنا کردن، تنفس یا جویدن را هدایت می‌کنند. توانایی عملکرد بدون ورودی از نواحی بالاتر مغز همچنان به ورودی‌های تعدیلی نیاز دارد و خروجی‌های آنها ثابت نیست. انعطاف‌پذیری در پاسخ به ورودی حسی یک کیفیت اساسی رفتار مبتنی بر CPG است. برای طبقه‌بندی به عنوان یک مولد تناوبی، یک CPG به موارد زیر نیاز دارد:
1. دو یا چند فرایند که به گونه ای با هم تعامل دارند که هر فرایند به‌طور متوالی افزایش و کاهش می‌یابد
2. در نتیجه تعامل فوق، دستگاه عصبی بارها و بارها به حالت اولیه خود بازمی‌گردد.